# Marisol, la película (miniserie)
Marisol, la película es una miniserie de dos capítulos basada en la vida de la actriz y cantante Pepa Flores, conocida en su niñez como Marisol.

## Argumento
Málaga, 1959. Pepi, una niña de 11 años, de familia muy humilde, recibe una oferta para trasladarse a vivir a Madrid y convertirse después de una formación intensiva, en una estrella del cine infantil.
En la capital, descubre un mundo plagado de interesantes retos: la ciudad, una casa moderna, costosos juguetes... Junto a todo ello planea de forma permanente la sombra de la decepción. Comienzan a llamarla “Marisol”, le cambian el color del pelo, apenas dispone de tiempo para ver a su familia y sus horarios de trabajo son interminables. Es sometida a un férreo marketing que poco a poco la va aislando del mundo real.
Pepa va desarrollando un espíritu rebelde. Cuando se casa, ve una vía de escape a la situación de manejo que siente en su vida. No logra cumplir uno de sus mayores sueños: ser madre. Tras unos años de un matrimonio amargo, Marisol consigue romper su relación con el productor y encontrar la felicidad al lado del bailarín Antonio Gades.

## Reparto
- Teresa Hurtado de Ory como Marisol (etapa adulta).
- Elsa Pinilla como Marisol (etapa adolescente).
- Ana Mena como Marisol (etapa infantil).
- Marisol Membrillo como Maria González, la madre.
- Roberto Álvarez como Manuel Goyanes, el productor.
- Remedios Cervantes como Isabel, la mujer del productor.
- Javier Rey como Carlos Goyanes, el primer marido.
- Rafael Amargo como Antonio el Bailarín, el primer amor.
- Jesús Noguero como Antonio Gades, su segundo marido.
- Blai Llopis como Luis Lucia, el director de la película.
- Maria Alfonsa Rosso como la abuela.